# Hirai Shintaro
Shintaro Hirai (sinh ngày 17 tháng 1 năm 1984) là một cầu thủ bóng đá người Nhật Bản.

## Sự nghiệp câu lạc bộ
Shintaro Hirai đã từng chơi cho SP Kyoto FC, Blaublitz Akita và Tochigi Uva FC.